# École d’ingénieurs de Changins
Die École d’ingénieurs de Changins (EIC, deutsch Hochschule für Technik Changins) ist eine interkantonale privatrechtliche Stiftung. Als Teil der Fachhochschule Westschweiz steht sie für die Hochschulbildung in Önologie, Weinbau (Berufliche Weiterbildung) und Obstbau (Höhere Fachschule (Schweiz)). Die Schule ist die einzige Institution in der Schweiz, welche die Ausbildung in Önologie bietet. Sie befindet sich auf dem gleichen Gelände wie die Forschungsanstalt Agroscope Changins-Wädenswil, die dem Bundesamt für Landwirtschaft angegliedert ist.

## Geschichte
Die Ingenieurschule wurde im Jahr 1948 von den französischsprachigen Kantonen sowie den Kantonen Bern und Tessin gegründet. Die Schule deckt den Schulungsbedarf für die berufliche Aus- und Weiterbildung in Obstbau, Weinbau und Kellerwirtschaft. Ihr Debüt hatte sie in Lausanne (Montagibert), im Jahr 1975 zog die Schule an den Standort der Forschungsanstalt Agroscope Changins-Wädenswil auf deren Gelände von Changins in Nyon, zu der die Ingenieurschule schon immer enge Verbindungen pflegte. Seitdem wurden die Verbindungen zwischen Forschungsanstalt Agroscope und der Schule immer gepflegt. Seit 1998 ist sie Teil der Fachhochschule Westschweiz (HES-SO).
Die Schule verfügt über eine Versuchskellerei in der verschiedene  Forschungs- und Entwicklungsprojekte realisiert werden. Alle Studierenden des Studiengangs Önologie haben die Möglichkeit, an einem einwöchigen Austausch mit den Studierenden der Universität Dijon und des Polytechnikums Mailand Campus Piacenza teilzunehmen.